# Królowie Clonmelu
Królowie Clonmelu (ang. The Kings of Clonmel) – ósma książka z cyklu powieści fantasy Zwiadowcy, autorstwa australijskiego pisarza Johna Flanagana.

## Opis fabuły
Ku wielkiemu zdziwieniu Willa, Halt nie pojawia się na dorocznym Zlocie Zwiadowców. Bada on tajemnicze wydarzenia w wiosce Selsey. Wraca ze złymi wieściami dotyczącymi grupy Odszczepieńców. Kult wyznawców fałszywego bóstwa panoszy się w Hiberni – wyspie położonej na zachód od Araluenu. Pięć z sześciu hiberniańskich królestw zostało opanowanych, a szóste, Clonmel, jest w niebezpieczeństwie. Grupa do zadań specjalnych, w skład której wchodzą Halt, Will i Horace wyrusza na zachód, aby przywrócić porządek. Sekrety przeszłości Halta mogą pomóc im w ich misji...